# Freaky Styley Tour
Freaky Styley tour (também conhecido como Infinity Tour) foi a terceira turnê da banda Red Hot Chili Peppers, feita para apoiar o seu segundo álbum, Freaky Styley. O álbum e turnê viu o retorno do membro fundador e guitarrista Hillel Slovak. Na primavera de 1986, enquanto ainda em turnê, a banda começou a trabalhar em seu próximo álbum, The Uplift Mofo Party Plan, no entanto, por este baterista tempo, o baterista Cliff Martinez sentiu que já não tinha coração para continuar com a banda, mas em vez de desistir, Kiedis e Flea o demitiu. Martinez foi rapidamente substituído pelo membro fundador Jack Irons que se juntou à banda para completar a Freaky Styley tour e gravar o próximo disco. Esta foi a primeira vez desde 1983 que a formação original da banda saiu em turnê. Durante a tour, tanto cantor Anthony Keidis e Slovak desenvolveram problemas graves de drogas e após a turnê, problemas com drogas para Kiedis eram tão ruins que ele foi brevemente demitido da banda e fim um mês na reabilitação. Na turnê a banda abriu para alguns artistas notáveis na época, como Run-DMC, The Alarm e X. A banda também contou com dois grupos próximos, Guns N' Roses e Beastie Boys como seus abridores de algumas datas nesta turnê. 25 anos depois, os três grupos foram anunciados em 2012 como induzidos para o Rock and Roll Hall of Fame.
A tour começou com alguns shows na California e um na Alemanha e outro na Inglaterra, que foi de janeiro a setembro de 1985 e de outubro a novembro de 1985 a banda deu inicio a "Infinity Tour". Essa segunda parte contou com shows por vários estados dos EUA e oito concertos no Canada.

## Canções tocadas
| Originais - American Ghost Dance - Baby Appeal - Backwoods - Battleship - Behind The Sun (intro tease) - Blackeyed Blonde - The Brother's Cup - Buckle Down - Catholic School Girls Rule - Freaky Styley - Get Up And Jump - Grand Pappy du Plenty - Green Heaven - Jungle Man - Lovin' And Touchin' - Me And My Friends - Mommy, Where's Daddy? - Nevermind - Organic Anti-Beat Box Band - Out In L.A. - Party On Your Pussy - Police Helicopter - Sex Rap - Stranded - Thirty Dirty Birds - True Men Don't Kill Coyotes - Yertle The Turtle - You Always Sing The Same | Covers - Anarchy In The U.K. (Sex Pistols) - Cat Scratch Fever (Ted Nugent) - Cosmic Slop (Parliament Funkadelic) - Fire (Jimi Hendrix) - Foxy Lady (Jimi Hendrix) - Get Up, Stand Up (Bob Marley and the Wailers) - Heartbreaker (Led Zepplein) - Hollywood (Africa) (The Meters) - Nervous Breakdown (Black Flag) - How Many More Times (Led Zeppelin) - Rapper's Delight (The Sugarhill Gang) - Theme from "Rocky" (Bill Conti) - We Got The Neutron Bomb (The Weirdos) - Why Don't You Love Me? (Hank Williams) |  |

- The Brother's Cup, Lovin' And Touchin', Stranded e Why Don't You Love Me? não foram tocadas novamente desde a turnê.
- Backwoods, Me And My Friends, Party On Your Pussy and Organic Anti-Beat Box Band foram tocadas ao vivo mas só foram lançadas no álbum de 1987 The Uplift Mofo Party Plan.

## Atos de abrir shows
| - Agent Orange - The Alarm (Chili Peppers abriu para eles) - Beastie Boys - Beat Orgy - Bolero Lava - Bootsey X And The Love Monsters - Camper van Beethoven - Channel 3 - Crazy 8s - Desperation Squad - The Dick Nixons - The Dickies - Dot 3 - The Enemy - Exobiota - Fishbone - Flamthrowers | - Geri Rieg - Guns N' Roses - Lyres - Manifesto - Meat Puppets - Muddog - Paper Bag - The Preachers - Psychobud - Run DMC (Chili Peppers abriu para eles) - Screamin' Sirens - Sex & Vandals - Thelonious Monster - Trouble Funk - Tupelo Chain - Velez - X (Chili Peppers abriu alguns shows para eles) |

## Pessoal
- Anthony Kiedis – vocalista principal
- Flea – baixo, backing vocals
- Hillel Slovak – guitarra, backing vocals
- Cliff Martinez – bateria (demitido na primavera de 1986)
- Jack Irons – bateria (re-entrou na banda na primavera de 1986)